# Manuel Benítez Parodi
Manuel Benítez Parodi (Sevilla, 21 d'agost de 1845 - 29 de novembre de 1911) fou un militar espanyol, membre de la Reial Acadèmia de Ciències Exactes, Físiques i Naturals, encara que no va arribar a prendre possessió de la seva medalla.

## Biografia
En 1861 ingressà a l'Escola Especial d'Estat Major de l'Exèrcit, en la que va aconseguir el grau de tinent en 1865, el de general de brigada el 1903 i el de general de divisió el 1910. Va ser membre del cos d'Estat Majori director de l'Acadèmia del mateix Cos, on va ser professor de càlculs i Mecànica. També fou director del Dipòsit de la Guerra i Cap de la Comissió Geodèsica del Mapa d'Espanya. Va ser Vocal de la Junta Consultiva d'Assegurances. Va escriure treballs científics i llibres de textos.
Vicepresident de la Reial Societat Geogràfica d'Espanya. Entre altres condecoracions, va rebre la creu de l'Orde de Carles III, les encomanes de nombre de l'Orde d'Isabel la Catòlica i de l'Orde d'Alfons XII, així com la gran creu de l'Orde de Sant Hermenegild i el grau d'oficial de la Legió d'Honor francesa. El 1905 ingressà com a acadèmic de nombre a la Reial Acadèmia de Ciències Exactes, Físiques i Naturals.

## Obres
- Tratado de Aritmética general para Ingenieros y Arquitectos
- Exposición razonada y metódica de los desarrollos en serie de las funciones matemáticas (1893)